# George Ord
George Ord (ur. 26 lutego 1781, zm. 24 stycznia 1866) – amerykański biolog, zoolog, ornitolog, pisarz.
Był autorem wielu artykułów naukowych. Współpracował ze szkockim poetą i przyrodnikiem Aleksandrem Wilsonem w opracowywanym przez niego wielotomową pozycją: „American Ornithology, or the Natural History of the Birds of the United States”. Po śmierci Wilsona Ord kontynuował dzieło swojego mentora i kończył prace nad wydaniem tomu VIII i IX. Ord był członkiem Amerykańskiego Towarzystwa Filozoficznego, prezesem filadelfijskiej Akademii Nauk, oraz członkiem Towarzystwa Linneuszowskiego w Londynie. W ówczesnym świecie naukowym stawał się postacią znaną także z powodu długotrwałych emocjonalnych scysji i wzajemnych oskarżeń z ornitologiem Johnem Audubonem. Pasją Orda było także pisanie. Przez lata był asystentem leksykografa Noaha Webstera. Ord zmarł w 1866 roku w Filadelfii i został pochowany obok swego mentora i przyjaciela - Aleksandra Wilsona.